# مؤذن‌زاده اردبیلی
مؤذن‌زاده اردبیلی ممکن است به یکی از این اشخاص اشاره داشته باشد:
- رحیم مؤذن‌زاده اردبیلی، اذان‌گوی مشهور ایرانی
- سلیم مؤذن‌زاده اردبیلی، از مداحان ایرانی